# 連邦軍指揮幕僚大学校
座標: 北緯53度33分39秒 東経9度49分49秒 / 北緯53.5608097度 東経9.8303439度
連邦軍指揮幕僚大学校（れんぽうぐんしきばくりょうだいがっこう、ドイツ語：Führungsakademie der Bundeswehr、略称：FüAkBw）は、戦力基盤軍全軍局隷下の参謀養成学校。ドイツ連邦軍全軍を対象とした参謀将校養成学校で1957年5月15日にバート・エムスにて設立される。翌1958年にハンブルクのニーンシュテーテン（Nienstedten）へ移転する。

## 概要
入校許可が与えられた将来の幕僚候補士官に対して連邦軍全軍の枠内で候補生に対して最適化された教育訓練を施す。
この目的のために指揮幕僚大学校は一般幕僚活動および海軍幕僚活動（国軍の一般要員と同様に国際関係に基づき外国軍からも受け入れる）の2つの異なる教育課程（ワークショップ）を用意している。国立課程（LGAN、北大西洋条約機構加盟国と欧州連合加盟国の士官を含む）は2年間に及ぶ。参加者は通常大尉または少佐である。教育課程の年間業務の一環で課程受講生は科学をテーマに取り扱う。毎年、特に優れた作品はクラウゼヴィッツ学会（Clausewitz-Gesellschaft）で評価される。
1962年以降、NATO加盟国軍の参謀将校の教育訓練を受け入れ始める。このための「国際参加一般幕僚海軍幕僚（LGAI）」課程は10ヶ月間に及ぶ。課程最優秀者にはホイジンガー将軍賞（General-Heusinger-Preis）が授与される。参加者の選抜は連邦国防省および各国の外交レベルでの推薦もしくは投票で選ばれる。
1962年から1997年までにハンブルクでのLGAI課程で80カ国以上から800人以上の参謀将校の教育を施した実績がある。定期的に、外国軍人の一般幕僚海軍幕僚課程修了者がその出身国軍おいて国軍の指導的立場に就任することがある。
さらに、指揮幕僚大学校では「幕僚士官課程（SOL）」があり、参加条件を満たす階級は少佐、大尉または中尉が指定されている。
LGAN非参加士官は大隊・連隊級幕僚向けの「指揮幕僚先進的訓練課程（SFL）」が用意されている。
2004年から課程教育に選抜士官の参加数は次の配分比率を取り入れる。全軍の内LGAN参加者が17％、残りの83％がSFLを通過する。
広範囲に及ぶ講義の申し込みは大学校を通じて一巡して受け付けられている。国際連合委任による活動の枠組みで行われる指揮幕僚である英語で開催される「国際連合参謀将校課程（UNSOC）」にドイツ人枠での申し込みについては本校修了者から選ばれる。
1999年以降、指揮幕僚大学校は大部分が最新技術で構成されたコンピューターを利用する演習センター（マンフレート・ヴェルナー・センター）が設けられる。また、各軍種ごとに分かれる幕僚活動を統合する目的で、いわゆるCAXと称される指揮支援コンピューターを開発して新しい基礎の上で支援される。
指揮幕僚大学校はしばしば批判に晒される。1997年、当時よく知られる極右活動家でホロコースト否認を持論として持つマンフレート・レーダー（Manfred Roeder）による「ケーニヒスベルク地域のロシアからドイツへの返還」と題した講義を1995年に実施していたことが明らかとなった。

## 歴代校長
| 代   | 氏名                                                           | 着任           | 離任           |
| ---- | -------------------------------------------------------------- | -------------- | -------------- |
| 代行 | デレトフ・フォン・ルーモール陸軍大佐 Detlev von Rumohr         | 1957年1月1日   | 1957年7月31日  |
| 1    | ハインツ・ゲートケ陸軍少将 Heinz Gaedcke                       | 1957年8月1日   | 1959年9月30日  |
| 2    | ヘルムート・レーゲラー陸軍少将 Hellmuth Laegeler               | 1959年10月1日  | 1962年3月31日  |
| 3    | ウルリッヒ・デメジエール陸軍少将 Ulrich de Maizière            | 1962年4月1日   | 1964年9月30日  |
| 4    | ユルゲン・ベンネッケ陸軍少将 de:Jürgen Bennecke                | 1964年10月1日  | 1966年9月30日  |
| 5    | ハンス・ヒンリクス陸軍少将 de:Hans Hinrichs                    | 1966年10月1日  | 1970年9月30日  |
| 6    | ルードルフ・イェーネット空軍少将 Rudolf Jenett                 | 1970年10月1日  | 1974年9月30日  |
| 7    | エーベルハルト・ヴァーゲマン陸軍少将 Eberhard Wagemann         | 1974年10月1日  | 1977年9月30日  |
| 8    | ハインツ・フォン・ツア・ガーテン陸軍少将 Heinz von zur Gathen  | 1977年10月1日  | 1981年3月31日  |
| 9    | ディーター・ヴェラースホフ海軍少将 Dieter Wellershoff          | 1981年4月1日   | 1984年3月31日  |
| 10   | ディーター・クラウス陸軍少将 Dieter Clauß                      | 1984年4月1日   | 1986年3月31日  |
| 11   | イェルン・ゼーダー陸軍少将 Jörn Söder                          | 1986年4月1日   | 1988年3月31日  |
| 12   | ヴェルナー・フォン・シェーヴェン陸軍少将 de:Werner von Scheven | 1988年4月1日   | 1990年10月22日 |
| 13   | クラウス・ラインハルト陸軍少将 de:Klaus Reinhardt              | 1990年10月23日 | 1993年6月30日  |
| 14   | ハルトムート・オルベーター空軍少将 Hartmut Olboeter            | 1993年7月1日   | 1996年1月26日  |
| 15   | ルードルフ・ランゲ海軍少将 de:Rudolf Lange (FDP)               | 1996年1月27日  | 2001年3月31日  |
| 16   | ハンス＝クリスティアン・ベック陸軍少将 Hans-Christian Beck     | 2001年3月31日  | 2005年7月14日  |
| 17   | ヴォルフ＝ディーター・レーザー陸軍少将 de:Wolf-Dieter Löser    | 2005年7月14日  | 2008年2月7日   |
| 18   | ローベルト・ベルクマン陸軍少将 de:Robert Bergmann (General)    | 2008年2月7日   | 2011年7月14日  |
| 19   | アヒム・リツバ陸軍少将 de:Achim Lidsba                         | 2011年7月14日  | 2016年8月31日  |
| 20   | カルステン・シュタヴィツキ海軍少将 de:Carsten Stawitzki        | 2016年9月1日   | 2018年5月9日   |
| 21   | オリバー・コール陸軍少将 de:Oliver Kohl                        | 2018年5月10日  |                |

## 著名な外国軍人の卒業生
- 荒谷卓 一等陸佐（陸上自衛隊特殊作戦群初代群長）
- オランダ王国、レアンネ・ファン・デン・フーク陸軍准将（en:Leanne van den Hoek）
- パキスタン・イスラム共和国、ハリド・シャミーム・ウィン陸軍大将（en:Khalid Shameem Wynne）
- パキスタン・イスラム共和国、シャヒード・アズマット・ワイン海軍准将（Shahid Azmat Wain）
- パキスタン・イスラム共和国、タリク・ガフォール准将（Tariq Ghafoor）